# Robert Zoellick
Robert Bruce Zoellick (pronounciado /ˈzʌlɪk/; nacido el 25 de julio de 1953) es un banquero estadounidense, que fue el undécimo presidente del Banco Mundial, posición que mantuvo entre el 1 de julio del 2007 y el 30 de junio del 2012. Fue previamente director administrativo de Goldman Sachs, subsecretario de estado de Estados Unidos, cargo al que renunció el 7 de julio de 2006.
El presidente George W. Bush lo nominó el 30 de mayo de 2007 para reemplazar a Paul Wolfowitz como presidente del Banco Mundial. El 25 de junio de 2007, Zoellick fue aprobado por la comisión ejecutiva del Banco Mundial.

## Biografía
Zoellick nació en 1953 en la ciudad de Naperville, estado de Illinois de los Estados Unidos. Hijo de Gladys y William T. Zoellick, una familia germano-estadounidense. Se graduó en 1971 del Naperville Central High School. Fue graduado Phi Beta Kappa en 1975 del Swarthmore College como Especialista en Historia; recibió su J.D. de la Harvard Law School y en 1981 una maestría en política pública de la John F. Kennedy School of Government de la Universidad de Harvard. En 1992, recibió la Cruz de Caballero Comandante de la Orden del Mérito de la República Federal de Alemania por sus eminentes logros en el proceso de la reunificación Alemana.
En 2002, Zoellick fue reconocido como doctor Honorario de Letras por el Saint Joseph's College de Rensselaer, Indiana. El presidente estadounidense George W. Bush nominó a Zoellick para ser el presidente del Banco Mundial el 30 de mayo de 2007 en reemplazo de Paul Wolfowitz involucrado en un escándalo de nepotismo, dimitiendo formalmente el 30 de junio.

## Carrera

### Notariado Judicial (1982–83)
Después de su graduación en la Harvard Law School Zoellick sirvió como notario judicial para la jueza Patricia Wald en la Corte de Apelaciones de Estados Unidos para el Circuito del Distrito de Columbia. 

### Servicio en el Gobierno (1985–92)
Zoellick sirvió en varias posiciones en el Departamento del Tesoro de los Estados Unidos entre 1985 y 1988. Ocupó posiciones que incluyen, haber sido Asesor del Secretario James Baker, Secretario Ejecutivo del Departamento, y Secretario Asistente Delegado para Políticas de Instituciones Financieras.
Durante la presidencia de George H. W. Bush, Zoellick trabajó con Baker, entonces Secretario de Estado, como Subsecretario de Estado para asuntos económicos y de agricultura. En agosto de 1992, Zoellick fue designado delegado jefe del personal de la Casa Blanca y asistente del Presidente. También estuvo designado al personal representativo de Bush para la Cumbre Económica del G7 en 1991 y 1992.

### Negocios, academia y política (1993–2001)
Después de dejar su servicio en el gobierno, Zoellick trabajó entre 1993 y 1997 como un Vicepresidente Ejecutivo de Fannie Mae. Más tarde, fue designado como el Profesor de Seguridad Nacional en la Academia Naval de los Estados Unidos entre 1997 y 1998, Investigador escolar en el Centro Belfer para Ciencia y Asuntos Internacionales en la John F. Kennedy School of Government, y Asesor Internacional para Goldman Sachs.
Zoellick firmó la carta del 26 de enero de 1998 dirigida al presidente Bill Clinton desde el Proyecto para el Nuevo Siglo Estadounidense (PNAC) que abogo la guerra contra Irak.
Durante 1999 fue, por un corto periodo, la cabeza del Centro para Estrategia y Estudios Internacionales (CSIS). Ese mismo año se desempeñó en un panel que ofreció a los ejecutivos de Enron reuniones informativas sobre temas económicos y políticos.
En la campaña de la elección presidencial del 2000 en Estados Unidos, fue asesor de política extranjera de George W. Bush como parte de un grupo, liderado por Condoleezza Rice, se llamaban a sí mismos The Vulcans (Los Vulcanos). James Baker lo designó como su segundo en el mando - "un tipo de oficial de operaciones en jefe o jefe de personal" — en la batalla del día 36 sobre el reconteo de los votos en Florida.

### Representante de Comercio de USA (2001–5)
Zoellick fue nombrado Representante de Comercio de los Estados Unidos al inicio del primer periodo del joven Bush; fue un miembro de la Oficina Ejecutiva del Presidente de los Estados Unidos, con el rango de Embajador. Acorde al sitio web del Representante de Comercio, Zoellick completo las negociaciones para llevar a China y Taiwán dentro de la Organización Mundial de Comercio (OMC o WTO por sus siglas en inglés), desarrollando una estrategia para poner en marcha nuevas negociaciones comerciales mundiales en la reunión de la OMC en Doha, Catar; guiando acciones del Congreso en el Tratado de libre comercio con Jordania y el tratado de comercio con Vietnam; y trabajo con congresistas para aceptar el Acta de Comercio de 2002, la cual incluye nuevas Autoridades de Promoción del Comercio. También promovió fuertemente el tratado de libre comercio con América Central aun sobre las objeciones de grupos de trabajo, medio ambiente, y derechos humanos.
Zoellick jugó un rol clave en la disputa EE.UU-O.M.C. contra la Unión Europea (UE) sobre alimentos transgénicos.

### Subsecretario de Estado (2005-6)

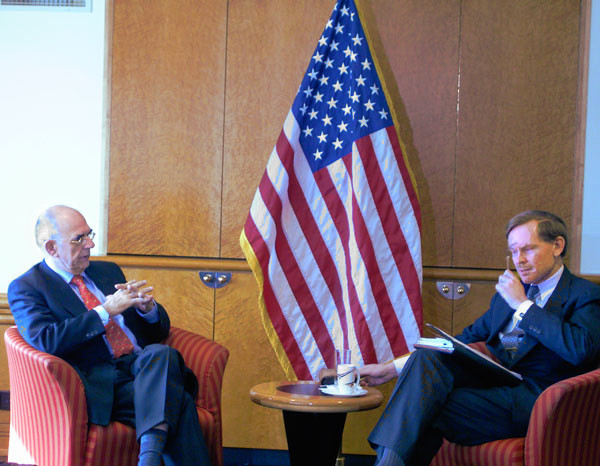
Zoellick (derecha) con Jan Pronk, el representante de Naciones Unidas en Sudán.

El 7 de enero de 2005, Bush nominó a Zoellick para ser el subsecretario de Estado. Asumió el cargo el 22 de febrero de 2005. The New York Times informó el 25 de mayo de 2006, que Zoellick podría anunciar pronto su renuncia. Zoellick había aceptado ser subsecretario de Estado, por no más de un año. Era visto como un importante arquitecto de las políticas de la administración Bush con respecto a China.
El 21 de septiembre de 2005, Zoellick creó un gran revuelo en ambos lados del Pacífico, dando un discurso muy sincero a la Comisión Nacional de Relaciones EE.UU-China. En el discurso, introdujo la noción de China como un accionista responsable en la comunidad internacional, pero trató de disipar los temores en los EE. UU. de ceder el dominio de China.
Además, Zoellick dirigió un nuevo rumbo en el Darfur proceso de paz. Durante un viaje a un campo de refugiados de Darfur en 2005, llevaba una pulsera con el lema "Not On Our Watch". Zoellick fue visto por muchos como la más fuerte voz del gobierno en Darfur.

### Presidente del Banco Mundial (2007-12)
Zoellick asumió oficialmente el cargo de Presidente del Banco Mundial el 1 de julio de 2007. Su primer mandato terminó en 2012.
En un discurso en el National Press Club en Washington el 10 de octubre de 2007, Zoellick formuló lo que describió como "seis temas estratégicos en apoyo del objetivo de una globalización inclusiva y sostenible" que propuso que orientar la labor futura del Banco Mundial:
1. ayudar a superar la pobreza y estimular el crecimiento sostenible en los países más pobres, especialmente en África;
2. abordar los problemas especiales de los Estados que salen de un conflicto o tratan de evitar el colapso del Estado;
3. el desarrollo de un modelo de negocio más diferenciado para los países de renta media;
4. desempeñar un papel más activo en la promoción de bienes públicos regionales y mundiales, que trascienden las fronteras nacionales y benefician a numerosos países y ciudadanos;
5. el apoyo a quienes tratan de promover el desarrollo y las oportunidades en el mundo árabe, y
6. la recolección y suministro de información valiosa y servir como un "grupo de expertos" de experiencia aplicada para ayudar a abordar los cinco temas estratégicos. De acuerdo con este punto, el 20 de abril de 2010 Zoellick declaró el libre acceso a las estadísticas internacionales compiladas por el Banco Mundial.

Durante su tiempo en el Banco Mundial, Zoellick se ha ampliado en gran medida las acciones de la entidad de capital y elevó el volumen de préstamos para ayudar a los países miembros frente a la crisis financiera y económica mundial; obtuvo un importante incremento en los recursos para las instalaciones de la institución de préstamos blandos, la Asociación Internacional de Fomento (IDA), que presta a los países más pobres; y llevó a cabo una reforma de la participación del Banco Mundial, el Consejo Ejecutivo y la estructura de votación, para aumentar la influencia de los países y las economías emergentes en la gobernanza del Banco Mundial.

#### Sucesión
Se especulaba sobre varios posibles candidatos para sustituir a Zoellick al frente del BM, entre otros: la secretaria de Estado de los Estados Hillary Rodham Clinton (si bien esta rechazaba cualquier posible cargo a futuro), el presidente del Dartmouth College, el Dr. Jim Yong Kim,, el Dr. José Antonio Ocampo, ministro de Hacienda y Crédito Público de Colombia, o la Dra. Ngozi Okonjo-Iweala, ministra de Finanzas de Nigeria.
Finalmente el presidente Barack Obama nominó a Jim Yong Kim y fue nombrado el 16 de abril de 2012 tomando posesión de la presidencia del BM el 1 de julio del mismo año.

## Otras actividades
Zoellick ha servido como miembro de la junta de una serie de organizaciones privadas y públicas, incluida la de Alliance Capital, Said Holdings, y el Grupo de Precursor, como miembro de los consejos asesores de Enron y Viventures, un fondo de capital riesgo, y un director del Grupo de Estrategia del Instituto Aspen.
También ha servido en la junta de la Fundación Alemana Marshall, el Instituto Europeo y el Consejo Consultivo del Fondo Mundial para la Naturaleza.

## Visiones
En 2005, Tom Barry, director de políticas del Centro de Relaciones Internacionales, escribió que Zoellick considera la filosofía del librecambismo y los acuerdos de libre comercio como instrumentos de razón de estado de los Estados Unidos. Cuando los principios de librecambismo afectan intereses a corto plazo de los Estados Unidos o incluso los intereses de los grupos políticos, Zoellick es más un mercantilista y unilateralista que librecambista o multilateralista.
Gavan McCormack ha señalado que Zoellick aprovechó su posición como representante comercial de Estados Unidos para abogar por los objetivos de la política de Wall Street en el extranjero, como en la intervención de 2004 en el tema clave de la privatización de la campaña para la reelección del primer ministro de Japón Junichiro Koizumi. McCormack ha escrito: 

"La oficina del Representante Comercial de EE.UU. ha jugado un papel activo en la redacción de la ley de privatización del Servicio Postal de Japón. Una carta de octubre 2004, de Robert Zoellick al ministro de finanzas de Japón Heizo Takenaka, presentada en la Dieta el 2 de agosto de 2005, incluyó una nota manuscrita de Zoellick elogiando a Takenaka. Llamado a explicar esta aparente intervención del gobierno de EE.UU. en un asunto interno, Koizumi se limitó a expresar su satisfacción porque "Takenaka era amigo de una figura tan importante... Es difícil sobrestimar la magnitud de la oportunidad que ofrece al capital financiero de Estados Unidos y mundial por la privatización del sistema postal de ahorros".

En enero de 2000 un ensayo de Foreign Affairs titulado "Campaña 2000: Una política exterior republicana", era uno de los primeros de los que ahora asociados con la política exterior de Bush invocaba la noción de "mal", escribiendo: 

"Todavía hay maldad en la gente del mundo que odian a Estados Unidos y las ideas que defiende. Hoy, nos enfrentamos a enemigos que están trabajando duro para desarrollar armas nucleares, biológicas y químicas, junto con los misiles para lanzarlas. Los Estados Unidos debe permanecer vigilante y tener la fuerza para derrotar a sus enemigos. Personas movidas por enemistad o por la necesidad de dominar no responde a la razón o la buena voluntad. Ellos manipularan la reglas civiles con fines no civilizados."

Mientras estuvo en el cargo de Secretario Adjunto de Estado, Zoellick visitó Sudán cuatro veces. Apoyó la expansión de las fuerzas de las Naciones Unidas en la región de Darfur para sustituir a los soldados de la Unión Africana. Estuvo involucrado en la negociación de un acuerdo de paz entre el gobierno de Sudán y el Movimiento de Liberación de Sudán, firmado en Abuya, Nigeria en mayo de 2006.
Zoellick es considerado un influyente defensor de las relaciones de Estados Unidos y Alemania. Habla alemán, y posee un conocimiento considerable de Alemania, el país de origen de su familia.